# Primavera in Anticipo
Primavera in Anticipo ou Primavera Anticipada, é o décimo álbum de estúdio da cantora italiana Laura Pausini, lançado em 11 de novembro de 2008 pela Warner Music. Esse é o primeiro álbum de estúdio de Pausini, desde Io Canto, lançado em 2006. Além disso, esse é o primeiro álbum onde Pausini assina a maioria das faixas, ao lado de outros compositores. O álbum ocupou o topo da parada italiana, grega e colombiana, recebendo certificações de ouro, platina e diamante. Ao todo, o álbum foi lançado em quarenta e dois países.
A versão em castelhano do álbum ganhou o Grammy Latino, na categoria de "melhor álbum vocal pop (feminino)", em 2009, enquanto, a versão brasileira contém uma versão, em português, de "Invece No". Essa canção foi lançada como o primeiro single do álbum e chegou ao segundo lugar da parada italiana, enquanto, "Primavera in anticipo (It Is My Song)", alcançou o primeiro lugar na parada austríaca.
O álbum estreou em primeiro lugar na parada de álbuns da Itália e se manteve no topo por nove semana consecutivas, vendendo mais de 500.000 cópias, na Itália, e mais de 3 milhões em todo o mundo.

## Gravação e produção
As canções do álbum foram escritas em quatro anos. Durante esse tempo, Pausini passou por grandes mudanças em sua vida: a morte de sua avó - que a fez compor "Invece No", ao lado de Paolo Carta -, a morte de um parente próximo, vítima de um atropelamento por um motorista bêbado, o seu relacionamento com o guitarrista Paolo Carta, e a sua relação com seus filhos, fruto do primeiro casamento. Para Mônica Bergamo, da Folha de S. Paulo, Pausini disse que "todos os meus álbuns falam de mim. Mesmo nas canções que não escrevo, eu conto alguma coisa da minha vida". Apesar de ter canções românticas, o álbum é caracterizado pela allmusic como sendo pop/rock, sob o estilo europeu, italiano e latino. Ainda segundo o site, as canções falam de mágoa, amor e desabafo.Juntamente com Io canto/Yo canto,o álbum se tornou o mais vendido da cantora na Itália.

## Recepção da crítica
| Críticas profissionais | Críticas profissionais |
| Avaliações da crítica  | Avaliações da crítica  |
| Fonte                  | Avaliação              |
| ---------------------- | ---------------------- |
| allmusic               | 3.5 de 5 estrelas.     |
| Território da Música   | 4 de 5 estrelas.       |

Jason Birchmeier, da allmusic, disse que apesar de "Alfredo Rapetti (conhecido como Cheope) ter sido creditado como co-compositor de do álbum, as canções realmente refletem aspectos da vida pessoal de Laura Pausini, citando a canção 'Invece No'". No entanto, o álbum ainda traz canções como as presente em seus dois últimos álbuns, Resta in ascolto (2004) e Io canto(2006). Segundo Birchmeier, o álbum possui grandes semelhanças, líricas e estilísticas, "dando ao ouvinte uma agradável sensação de déjà vu", e conclui dizendo que Primavera in Antecipo (ou Primavera Anticipada) é "um álbum impressionante". Maurício Kenzil, do Território da Música, diz que o álbum traz o conhecido pop rock da cantora "inclinado" ao romantismo, sendo um "ótimo álbum, que mais uma vez, mostra todo o talento desta italiana que, aos 34 anos, não pára de se superar e esbanja maturidade".

## Lista de faixas
| N.º            | Título                                                          | Compositor(es)                          | Produtor(es)                | Duração |  |
| 1.             | "Mille Braccia"                                                 | Cheope, Laura Pausini                   | Laura Pausini e Paolo Carta | 3:30    |  |
| 2.             | "Invece No"                                                     | Niccolò Agliardi, Laura Pausini         | Laura Pausini e Paolo Carta | 3:55    |  |
| 3.             | "Primavera in anticipo (It Is My Song)" (dueto com James Blunt) | Laura Pausini, Cheope, James Blunt      | Dado Parisini               | 3;28    |  |
| 4.             | "Nel Modo Piu Sincero Che C'e"                                  | Cheope, Laura Pausini                   | Dado Parisini               | 3:25    |  |
| 5.             | "Un Fatto Ovvio"                                                | Laura Pausini, Cheope                   | Dado Parisini               | 3:08    |  |
| 6.             | "Il Mio Beneficio"                                              | Cheope, Laura Pausini                   | Celso Valli                 | 3:45    |  |
| 7.             | "Prima Che Esci"                                                | Gianluca Grignani                       | Dado Parisini               | 3;47    |  |
| 8.             | "Più di Ieri"                                                   | Laura Pausini, Cheope                   | Dado Parisini               | 3:32    |  |
| 9.             | "Bellissimo Cosi"                                               | Cheope, Laura Pausini                   | Dado Parisini               | 3:52    |  |
| 10.            | "L' Impressione"                                                | Cheope, Laura Pausini                   | Celso Valli                 | 4:06    |  |
| 11.            | "La Geografia del Mio Cammino"                                  | Laura Pausini, Cheope, Niccolò Agliardi | Laura Pausini e Paolo Carta | 3:53    |  |
| 12.            | "Ogni Colore al Cielo"                                          | Laura Pausini, Cheope                   | Laura Pausini e Paolo Carta | 3:48    |  |
| 13.            | "Primavera Anticipada (It Is My Song)"                          | Laura Pausini, Cheope                   | Dado Parisini               | 3:28    |  |
| 14.            | "Sorella Terra"                                                 | Laura Pausini, Cheope                   | Celso Valli                 | 4:08    |  |
| Duração total: | Duração total:                                                  | Duração total:                          | Duração total:              | 51:46   |  |

| Faixas bônus (iTunes) |                         |                                                      |                             |         |  |
| N.º                   | Título                  | Compositor(es)                                       | Produtor(es)                | Duração |  |
| 15.                   | "Un Giorno Dove Vivere" | Laura Pausini, Cheope                                |                             | 4:18    |  |
| 16.                   | "Agora Não" (Invece No) | Laura Pausini, Niccolò Agliardi, Ignacio Ballesteros | Laura Pausini e Paolo Carta | 3:56    |  |

| Primavera Anticipada |                                                                |                                         |         |  |
| N.º                  | Título                                                         | Compositor(es)                          | Duração |  |
| 1.                   | "Alzando Nuestros Brazos"                                      | Paola Carta, Cheope                     | 3:28    |  |
| 2.                   | "En Cambio No"                                                 | Niccolò Agliardi, Laura Pausini         | 3:55    |  |
| 3.                   | "Primavera anticipada (It Is My Song)" (dueto com James Blunt) | Laura Pausini, Cheope, James Blunt      | 3:28    |  |
| 4.                   | "Del Modo Más Sincero"                                         | Cheope, Laura Pausini                   | 3:26    |  |
| 5.                   | "Un Hecho Obvio"                                               | Laura Pausini, Cheope                   | 3:08    |  |
| 6.                   | "Mis Beneficios"                                               | Cheope, Laura Pausini                   | 3:46    |  |
| 7.                   | "Antes de Irte"                                                | Gianluca Grignani                       | 3:46    |  |
| 8.                   | "Más Que Ayer"                                                 | Laura Pausini, Cheope                   | 3:52    |  |
| 9.                   | "Bellisimo Así"                                                | Cheope, Laura Pausini                   | 3:52    |  |
| 10.                  | "La Impresion"                                                 | Cheope, Laura Pausini                   | 4:06    |  |
| 11.                  | "La Geografía de Mi Camino"                                    | Laura Pausini, Cheope, Niccolò Agliardi | 3:54    |  |
| 12.                  | "Cada Color al Cielo"                                          | Laura Pausini, Cheope                   | 3:48    |  |
| 13.                  | "Primavera Anticipada (It Is My Song)"                         | Laura Pausini, Cheope                   | 3:28    |  |
| 14.                  | "Hermana Tierra"                                               | Laura Pausini, Cheope                   | 4:08    |  |
| Duração total:       | Duração total:                                                 | Duração total:                          | 51:46   |  |

| Faixas bônus |                             |                       |         |  |
| N.º          | Título                      | Compositor(es)        | Duração |  |
| 1.           | "Un Tiempo en el Que Vivir" | Laura Pausini, Cheope | 4:18    |  |

| Versão brasileira e portuguesa |             |                                 |         |  |
| N.º                            | Título      | Compositor(es)                  | Duração |  |
| 1.                             | "Agora Não" | Laura Pausini, Niccolò Agliardi | 3:55    |  |

| Platinum Edition (2 CD + DVD) |                                                      |         |  |
| N.º                           | Título                                               | Duração |  |
| 15.                           | "Invece No" (Videoclipe)                             |         |  |
| 16.                           | "En Cambio No" (Videoclipe)                          |         |  |
| 17.                           | "Primavera in anticipo (It Is My Song)" (Bastidores) | 4:18    |  |
| 18.                           | "EPK (Electronic Press Kit)"                         |         |  |

## Paradas, certificados e vendas
| Parada (2008/09)                       | Melhor posição | Certificação (padrões de vendas) | Versão     |
| -------------------------------------- | -------------- | -------------------------------- | ---------- |
| Alemanha (BVMI)                        | 34             |                                  | Italiano   |
| Áustria (Media Control)                | 7              |                                  | Italiano   |
| Bélgica (VI) (Ultratop)                | 82             |                                  | Italiano   |
| Bélgica (Wa) (Ultratop)                | 22             |                                  | Italiano   |
| Estados Unidos (Latin pop) (Billboard) | 4              |                                  | Castelhano |
| Estados Unidos (Top latin) (Billboard) | 15             |                                  | Castelhano |
| Espanha (PROMUSICAE)                   | 10             |                                  | Castelhano |
| Finlândia (Mitä hittiä)                | 25             |                                  | Italiano   |
| França (SNEP)                          | 27             |                                  | Italiano   |
| Grécia (IFPI)[carece de fontes?]       | 16             |                                  | Italiano   |
| Itália (FIMI)                          | 1              | Diamante                         | Italiano   |
| México (AMPROFON)                      | 67             |                                  | Italiano   |
| México (AMPROFON)                      | 8              | Ouro                             | Castelhano |
| Países Baixos (MegaCharts)             | 59             |                                  | Italiano   |
| Suécia (Sverigetopplistan)             | 43             |                                  | Italiano   |
| Suíça (Schweizer Hitparade)            | 4              | Platina                          | Italiano   |

## Histórico de lançamento
| País           | Data                   | Formato              | Gravadora    | Catálogo     | Versão     |
| -------------- | ---------------------- | -------------------- | ------------ | ------------ | ---------- |
| Itália         | 11 de novembro de 2008 | Download digital     | Warner Music |              | Italiano   |
| Brasil         | 11 de novembro de 2008 | Download digital     | Warner Music |              | Italiano   |
| Argentina      | 11 de novembro de 2008 | CD, download digital | Warner Music | 825646935017 | Italiano   |
| Itália         | 14 de novembro de 2008 | CD                   | Warner Music | ITR000800087 | Castelhano |
| Estados Unidos | 18 de novembro de 2011 | CD, download digital | Warner Music |              | Italiano   |
| Japão          | 18 de novembro de 2011 | CD, download digital | WEA          | 5186.50536   | Italiano   |